# SummerSlam 2017
SummerSlam (2017) was een professioneel worstel-pay-per-view (PPV) en WWE Network evenement dat georganiseerd werd door WWE voor hun Raw en SmackDown brands. Het was de 30ste editie van SummerSlam en vond plaats op 20 augustus 2017 in het Barclays Center in Brooklyn, New York. Dit was de derde evenement dat plaatsvond in het Barclays Center.

## Matches
| Nr. | Match | Winnaar(s)                       | Opmerkingen | Bron  |
| --- | --- | -------------------------------- | --- | ----- |
| 1p  | The Miz en The Miztourage (Bo Dallas & Curtis Axel) (met Maryse) vs. The Hardy Boyz (Jeff & Matt Hardy) en Jason Jordan | The Miz en The Miztourage        | Six-Man Tag Team match.                                                                                                 | [ 2 ] |
| 2p  | Neville vs. Akira Tozawa (c) (met Titus O'Neil)                                                                         | Neville (nc)                     | Eén-op-één match voor het WWE Cruiserweight Championship.                                                               | [ 2 ] |
| 3p  | The Usos (Jimmy & Jey Uso) vs. The New Day (Big E & Xavier Woods) (c) (met Kofi Kingston)                               | The Usos (nc)                    | Tag Team match voor het WWE SmackDown Tag Team Championship.                                                            | [ 2 ] |
| 4   | John Cena vs. Baron Corbin                                                                                              | John Cena                        | Eén-op-één match. | [ 2 ] |
| 5   | Natalya vs. Naomi (c)                                                                                                   | Natalya (nc)                     | Eén-op-één match voor het WWE SmackDown Women's Championship. Natalya won door submission.                              | [ 2 ] |
| 6   | Big Cass vs. Big Show                                                                                                   | Big Cass                         | Een-op-een match. Enzo Amore was boven de ringen gehangen in een Shark Cage.                                            | [ 2 ] |
| 7   | Randy Orton vs. Rusev                                                                                                   | Randy Orton                      | Eén-op-één match. | [ 2 ] |
| 8   | Sasha Banks vs. Alexa Bliss (c) by submission                                                                           | Sasha Banks (nc)                 | Eén-op-één match voor het WWE Raw Women's Championship. Banks won door submisison.                                      | [ 2 ] |
| 9   | "The Demon" Finn Bálor vs. Bray Wyatt                                                                                   | Finn Bálor                       | Eén-op-één match. | [ 2 ] |
| 10  | Dean Ambrose & Seth Rollins vs. Cesaro & Sheamus (c)                                                                    | Dean Ambrose & Seth Rollins (nc) | Tag Team match voor het WWE Raw Tag Team Championship.                                                                  | [ 2 ] |
| 11  | AJ Styles (c) vs. Kevin Owens                                                                                           | AJ Styles                        | Eén-op-één match voor het WWE U.S. Championship met Shane McMahon als Special Guest Referee.                            | [ 2 ] |
| 12  | Jinder Mahal (c) (met The Singh Brothers) vs. Shinsuke Nakamura                                                         | Jinder Mahal                     | Eén-op-één match voor het WWE Championship                                                                              | [ 2 ] |
| 13  | Brock Lesnar (met Paul Heyman) (c) vs. Braun Strowman vs. Roman Reigns vs. Samoa Joe                                    | Brock Lesnar                     | Fatal-4 Way match voor het WWE Universal Championship. Als Lesnar had verloren, werd hij geforceerd om WWE te verlaten. | [ 2 ] |